# Deschampsia looseriana
Deschampsia looseriana là một loài thực vật có hoa trong họ Hòa thảo. Loài này được Parodi mô tả khoa học đầu tiên năm 1949.